# ギルバート・アイブル
ギルバート・アイブル（Gilbert Yvel、1976年6月30日 - ）は、オランダの男性総合格闘家。北ホラント州アムステルダム出身。スローダウン所属。元RINGS無差別級王者。

## 来歴
1997年11月20日、リングスに初来日。
1999年4月23日、リングスで高阪剛とランキング戦で対戦し、ドクターストップでTKO勝ち。この試合前まではランク外であったが、ランク1位の高阪に勝利したことによってランキング1位に認定された。
2000年4月20日、リングス無差別級タイトルマッチで王者田村潔司と対戦し、KO勝ちを収め王座獲得に成功した。直後にPRIDEと契約したが、リングスと1999年8月1日から2000年7月31日までの専属選手契約中であり、6月13日付けで同契約の解除および王座剥奪となった。
2000年6月4日、PRIDE.9でビクトー・ベウフォートと対戦、判定負け。8月27日、PRIDE.10でゲーリー・グッドリッジと対戦、左ハイキック一発でKO勝ち。10月31日、PRIDE.11でヴァンダレイ・シウバと対戦するも、試合開始直後にインローを金的に受け、続行不可能となったため無効試合となった。
2002年7月14日、K-1初参戦となったK-1 WORLD GP 2002 in FUKUOKAでレイ・セフォーと対戦し、ローキックでKO負け。
2004年5月20日、IT'S SHOWTIMEでシーク・コンゴと対戦し、KO勝ち。
2004年11月13日、ヘルシンキで開催されたFight Festival 12でのアッテ・バックマンとの対戦中、レフェリーを左フックでダウンさせ、ダウンしたところにキックを見舞ったため失格負けとなった。
2005年、ボスジムに移籍した。
2005年4月3日、PRIDE 武士道 -其の六-で美濃輪育久と対戦し、アンクルホールドで一本負け。
2007年2月24日、アメリカ合衆国ネバダ州で開催されたPRIDE.33でセルゲイ・ハリトーノフと対戦予定であったが、レフェリー暴行の件でネバダ州アスレチック・コミッションからライセンスが下りなかったため、欠場となった。
2007年4月8日、PRIDE.34で小路晃と対戦し、パウンドでTKO勝ち。
2007年8月、かつてアイブルがKOしたシーク・コンゴと対戦することになったミルコ・クロコップのチーム・クロコップのトレーニングにスパーリング・パートナーとして参加。
2007年10月28日、SHOOT BOXING BATTLE SUMMIT GROUND ZERO TOKYO 2007で桜木裕司と対戦し、右フックでKO勝ち。
2009年1月24日、Affliction: Day of Reckoningでジョシュ・バーネットと対戦し、マウントパンチでギブアップ負け。6月27日、Ultimate Chaosでペドロ・ヒーゾと対戦し、パウンドでKO勝ち。
2009年8月1日、Affliction: Trilogyでポール・ブエンテロと対戦予定であったが、大会が中止された。

### UFC
2010年1月2日、UFC初参戦となったUFC 108でジュニオール・ドス・サントスと対戦し、左フックでダウンしたところにパウンドで追撃されTKO負け。
2010年6月12日、UFC 115でベン・ロズウェルと対戦し、0-3の判定負け。
2010年10月23日、UFC 121でジョン・マドセンと対戦し、パウンドでTKO負け。3連敗となりUFCからリリースされた。

## 人物・エピソード
- サミング・ロープ掴み・頭突きなど反則行為の多い選手で、一時期これが原因で格闘界から干されている。
- 巨大なイエローカードを持って入場するパフォーマンスを行う[8]。
- 父方の祖父が日本人なのだが、母親はこの事実を長年ギルバートに伝えていなかった（PRIDE 武士道 -其の六- 煽りVTRより）。

## 戦績

### 総合格闘技
| 総合格闘技 戦績 | 総合格闘技 戦績 | 総合格闘技 戦績 | 総合格闘技 戦績 | 総合格闘技 戦績 | 総合格闘技 戦績 | 総合格闘技 戦績 |
| --------------- | --------------- | --------------- | --------------- | --------------- | --------------- | --------------- |
| 56 試合         | (T)KO           | 一本            | 判定            | その他          | 引き分け        | 無効試合        |
| 38 勝           | 32              | 6               | 0               | 0               | 1               | 1               |
| 16 敗           | 4               | 3               | 6               | 3               | 1               | 1               |

| 勝敗 | 対戦相手                     | 試合結果                             | 大会名                                                           | 開催年月日     |
| ○    | ヒューストン・アレクサンダー | 1R 3:59 KO（パンチ）                 | RFA 2: Yvel vs. Alexander                                        | 2012年3月30日  |
| ○    | ダミアン・ダンチボ           | 1R 3:12 ギブアップ（パンチ連打）     | RFA 1: Elliott vs. Pulver                                        | 2011年12月16日 |
| ×    | ジョン・マドセン             | 1R 1:48 TKO（パウンド）              | UFC 121: Lesnar vs. Velasquez                                    | 2010年10月23日 |
| ×    | ベン・ロズウェル             | 5分3R終了 判定0-3                    | UFC 115: Liddell vs. Franklin                                    | 2010年6月12日  |
| ×    | ジュニオール・ドス・サントス | 1R 2:07 TKO（左フック→パウンド）     | UFC 108: Evans vs. Silva                                         | 2010年1月2日   |
| ○    | ペドロ・ヒーゾ               | 1R 2:10 KO（パウンド）               | FFI: Ultimate Chaos                                              | 2009年6月27日  |
| ×    | ジョシュ・バーネット         | 3R 3:05 ギブアップ（マウントパンチ） | Affliction: Day of Reckoning                                     | 2009年1月24日  |
| ○    | アレクサンドル・チモノフ     | 1R 2:40 TKO（パウンド）              | M-1 Challenge 9: Russia                                          | 2008年11月21日 |
| ○    | セルゲイ・シェメトフ         | 1R 0:53 アンクルホールド             | K.O. Events: Tough Is Not Enough                                 | 2008年10月5日  |
| ○    | マイケル・キタ               | 2R 0:02 KO（パンチ）                 | Gentleman Fight Night                                            | 2008年5月24日  |
| ○    | ハキーム・ゴラン             | 1R KO（パンチ連打）                  | K-1 WORLD GP IN AMSTERDAM                                        | 2007年6月23日  |
| ○    | 小路晃                       | 1R 3:46 TKO（パウンド）              | PRIDE.34                                                         | 2007年4月8日   |
| ○    | ロドニー・ファベイラス       | KO（パンチ連打）                     | 2H2H: Pride & Honor                                              | 2006年11月12日 |
| ○    | ファビアーノ・シェルナー     | 1R 1:30 TKO（パンチ連打）            | Cage Rage 17: Ultimate Challenge                                 | 2006年7月1日   |
| ×    | ローマン・ゼンツォフ         | 1R 4:55 KO（左フック）               | PRIDE 無差別級グランプリ 2006 開幕戦                             | 2006年5月5日   |
| ○    | ヴァレンタイン・オーフレイム | 1R 4:30 腕ひしぎ十字固め             | IT'S SHOWTIME: Amsterdam Arena                                   | 2005年6月12日  |
| ×    | 美濃輪育久                   | 1R 1:15 アンクルホールド             | PRIDE 武士道 -其の六-                                            | 2005年4月3日   |
| ×    | アッテ・バックマン           | 1R 0:35 失格（レフェリーへの暴行）   | Fight Festival 12                                                | 2004年11月13日 |
| ○    | シーク・コンゴ               | 2R KO                                | IT'S SHOWTIME: Amsterdam Arena                                   | 2004年5月20日  |
| ×    | ジェレミー・ホーン           | 3R（10分/5分/5分）終了 判定3-0       | PRIDE.21                                                         | 2002年6月23日  |
| ○    | ボブ・シュライバー           | TKO（ドクターストップ）              | 2H2H 4: Simply the Best 4 【IMA世界100kg超級王座決定戦】         | 2002年3月17日  |
| ○    | イブラヒム・マゴメドフ       | スリーパーホールド                   | M-1 MFC: Russia vs. The World 2                                  | 2001年11月11日 |
| ×    | ドン・フライ                 | 1R 7:27 失格（サミング）             | PRIDE.16                                                         | 2001年9月24日  |
| ×    | イゴール・ボブチャンチン     | 1R 1:52 スリーパーホールド           | PRIDE.14                                                         | 2001年5月27日  |
| ○    | カーロス・バヘット           | 1R 2:20 KO（跳び膝蹴り）             | 2H2H 2: Simply the Best                                          | 2001年3月18日  |
| ×    | 藤田和之                     | 10分2R終了 判定0-6                   | PRIDE.12                                                         | 2000年12月23日 |
| －   | ヴァンダレイ・シウバ         | 1R 0:21 無効試合（ローブロー）       | PRIDE.11                                                         | 2000年10月31日 |
| ○    | ゲーリー・グッドリッジ       | 1R 0:28 KO（左ハイキック）           | PRIDE.10                                                         | 2000年8月27日  |
| ×    | ビクトー・ベウフォート       | 延長2R終了 判定0-6                   | PRIDE.9                                                          | 2000年6月4日   |
| ○    | 田村潔司                     | 1R 13:13 KO（パンチ連打）            | リングス Millennium Combine 【RINGS無差別級タイトルマッチ】      | 2000年4月20日  |
| ○    | ブライアン・ダン             | 1R 0:21 TKO（パンチ連打）            | 2H2H 1                                                           | 2000年3月5日   |
| ×    | ダン・ヘンダーソン           | 5分2R終了 判定0-3                    | リングス KING of KINGS GRAND-FINAL 【準々決勝】                  | 2000年2月26日  |
| ○    | ヨープ・カステル             | 1R 4:16 KO（掌打）                   | Rings Holland: There Can Only Be One Champion                    | 2000年2月6日   |
| ○    | 高阪剛                       | 1R 1:17 TKO（カット）                | リングス RISE 7th KING of KINGS Bブロック 【2回戦】              | 1999年12月22日 |
| ○    | ビターゼ・タリエル           | 1R 2:18 腕ひしぎ十字固め             | リングス RISE 7th KING of KINGS Bブロック 【1回戦】              | 1999年12月22日 |
| ○    | デニス・リード               | 1R 1:43 KO（跳び膝蹴り）             | Amsterdam Absolute Championship 2                                | 1999年11月27日 |
| ○    | ファビオ・ピエモンテ         | 1R 2:28 TKO（パンチ連打）            | World Vale Tudo Championship 9 【WVCスーパーファイト王座決定戦】 | 1999年9月27日  |
| ×    | 高阪剛                       | 1R 8:17 負傷判定                     | リングス RISE 5th                                                | 1999年8月19日  |
| ○    | セーム・シュルト             | 2R 4:45 KO（パンチ）                 | Rings Holland: The Kings of the Magic Ring                       | 1999年6月20日  |
| ○    | 高阪剛                       | 1R 19:58 TKO（ドクターストップ）     | リングス RISE 2nd                                                | 1999年4月23日  |
| ○    | ビッグ・モー・T              | 1R 1:59 KO（跳び膝蹴り）             | Rings Holland: Judgement Day                                     | 1999年2月7日   |
| ○    | リー・ハスデル               | TKO（カット）                        | Rings Holland: The Thialf Explosion                              | 1998年10月24日 |
| ○    | アリョール・ベーコフ         | 1R 2:28 TKO（レフェリーストップ）    | リングス CAPTURED 〜前田日明 リングス・ラストマッチ〜            | 1998年7月20日  |
| ○    | ヴァレンタイン・オーフレイム | 0:36 TKO（肩の負傷）                 | Rings Holland: Who's The Boss                                    | 1998年6月14日  |
| ×    | カリムラ・バルカレフ         | 1R 4:49 失格（噛みつき）             | IAFC: Pankration European Championship 1998                      | 1998年5月23日  |
| ×    | ボブ・シュライバー           | 1R 4:15 KO（打撃）                   | IMA: KO Power Tournament 【決勝】                                | 1998年4月12日  |
| ○    | アルギルダス・ダルリス       | 1R 3:02 TKO（3ノックダウン）         | IMA: KO Power Tournament 【1回戦】                               | 1998年4月12日  |
| ○    | ボブ・シュライバー           | 2R 1:12 アンクルホールド             | Rings Holland: The King of Rings                                 | 1998年2月8日   |
| ○    | バス・ジューセン             | KO                                   | Red Devil Free Fight 2                                           | 1997年12月7日  |
| ○    | レフ・バルカーラ             | 10:47 KO                             | リングス WORLD MEGA-BATTLE TOUNAMENT 1997 2nd ROUND              | 1997年11月20日 |
| ○    | オレグ・ツゴルニク           | 1R 1:41 KO（パンチ）                 | M-1 MFC: World Championship 1997 【決勝】                        | 1997年11月1日  |
| ○    | セルゲイ・チュニック         | 1R 1:16 KO（パンチ連打）             | M-1 MFC: World Championship 1997 【1回戦】                       | 1997年11月1日  |
| ○    | ペドロ・パーム               | TKO                                  | Gym Alkmaar: Fight Gala                                          | 1997年10月5日  |
| ○    | ヴャチェスラフ・キセレフ     | 1R 0:51 TKO（膝蹴り）                | Red Devil Free Fight 1                                           | 1997年9月27日  |
| ○    | リオン・ダイク               | 1R 2:05 KO（膝蹴り）                 | Rings Holland: Utrecht at War                                    | 1997年6月29日  |
| ○    | ロブ・ファン・リーウェン     | 1R 4:08 TKO（タオル投入）            | Rings Holland: The Final Challenge                               | 1997年2月2日   |

### キックボクシング
| 勝敗 | 対戦相手       | 試合結果                   | 大会名                                            | 開催年月日     |
| ○    | 桜木裕司       | 1R 1:48 KO（右フック）     | SHOOT BOXING BATTLE SUMMIT GROUND ZERO TOKYO 2007 | 2007年10月28日 |
| ×    | レイ・セフォー | 2R 2:07 KO（右ローキック） | K-1 WORLD GP 2002 in FUKUOKA                      | 2002年7月14日  |

## 獲得タイトル
- M-1 MFC World Championship 1997 優勝（1997年）
- WVCスーパーファイト王座（1999年）
- 第4代RINGS無差別級王座（2000年）
- IMA世界100Kg超級王座（2002年）